# 락토스
락토스(영어: lactose)는 1분자의 갈락토스와 1분자의 글루코스(포도당)가 β(1→4) 글리코사이드 결합으로 연결된 이당류이며, 화학식은 C12H22O11이다. 젖당, 유당(乳糖)이라고도 한다. 락토스는 우유 중량의 약 2~8%를 차지한다. "락토스(lactose)"의 이름은 "우유"를 뜻하는 라틴어 "lactis", "lac"과 "당(糖)"을 뜻하는 접미사 "-ose"의 결합으로부터 유래하였다. 락토스는 약간 단맛이 나는 흰색의, 수용성, 비흡습성, 고체이며, 식품 산업에서 사용된다.

## 역사
이탈리아의 의사 파브리지오 바톨레티(Fabrizio Bartoletti, 1576~1630)가 락토스를 최초로 분리했다는 내용의 출판물이 1633년에 출간되었다. 1700년에 베네치아의 약사 로도비코 테스티(Lodovico Testi, 1640~1707)는 락토스가 관절염의 증상을 완화시키는 효과가 있음을 추천하는 소책자를 발간했다. 락토스를 만들기 위한 테스티의 제조 절차는 안토니오 발리스네리(Antonio Vallisneri)에 의해 1715년에 출판되었다. 1780년에 칼 빌헬름 셸레가 락토스를 당(糖)으로 확인했다.
1812년에 하인리히 포겔(Heinrich Vogel, 1778~1867)은 락토스를 가수분해시키면 글루코스가 생성된다는 것을 확인했다. 1856년에 루이 파스퇴르는 락토스의 또 다른 구성 단당류인 갈락토스를 결정화시켰다. 1894년에 에밀 피셔는 락토스의 구성 단당류인 글루코스와 갈락토스의 입체배치를 밝혀냈다.
락토스라는 이름은 1843년에 프랑스의 화학자 장바티스트 앙드레 뒤마에 의해 의해 명명되었다. 1856년에 루이 파스퇴르는 현재의 갈락토스에 해당하는 물질에 "락토스"라는 이름을 붙였다.
1860년에 피에르 베르텔로(Pierre Berthelot)는 파스퇴르가 명명한 "락토스"를 "갈락토스"로 바꾸고, 현재 젖당이라고 불리는 이당류에 "락토스"라는 이름을 옮겨 붙였다.

## 구조와 반응
|  |

락토스는 갈락토스와 글루코스의 축합 반응으로 β(1→4) 글리코사이드 결합이 만들어져 형성되는 이당류이다. 락토스의 계통명은 β-D-갈락토피라노실-(1→4)-D-글루코피라노스이다. 글루코스는 α-피라노스 형태 또는 β-피라노스 형태일 수 있지만, 갈락토스는 β-피라노스 형태만을 가질 수 있다. 따라서 α-락토스와 β-락토스는 글루코피라노스 고리의 아노머 탄소의 입체배치에 따라 결정된다.
락토스는 글루코스와 갈락토스로 가수분해되고, 알칼리성 용액에서 락툴로스로 이성질화되고, 촉매작용으로 당알코올인 락티톨로 수소화된다. 락툴로스는 상업 제품으로 변비 치료에 사용된다.

## 존재 및 분리
락토스는 우유 중량의 약 2~8%를 차지한다. 매년 수백만 톤의 락토스가 낙농 산업의 부산물로 생산된다.
유청 또는 유장은 치즈 등을 제조할 때 우유가 응고되고, 걸러진 후 잔류하는 액체를 말한다. 유청은 6.5%의 고형분으로 구성되며, 4.8%는 결정화에 의해 정제된 락토스이다. 산업적으로 락토스는 유청을 투과시켜서 생산한다. 이는 모든 주요 단백질들에 대해 여과된 유장이다. 단백질 분획물은 유아 영양 및 스포츠 영양에 사용되고, 투과물은 증발시켜 고체로 만들고, 냉각시키는 동안 결정화될 수 있다. 또한 락토스는 유청을 에탄올로 희석시켜 분리할 수도 있다.
요구르트, 크림, 신선한 치즈와 같은 유제품들은 우유와 비슷한 락토스 함량을 가지고 있다. 치즈는 숙성 과정에서 젖산균에 의해 락토스가 젖산으로 대부분 전환되므로, 숙성된 치즈는 락토스가 거의 없거나 전혀 없다.

## 물질대사
새끼 포유류는 어미의 보호하에 젖을 섭취하는데, 젖에는 락토스가 풍부하다. 소장 내벽에 있는 융털 상피세포의 세포막에는 락토스를 소화하기 위한 락테이스(β-D-갈락토시데이스)가 있다. 락테이스는 락토스를 글루코스와 갈락토스로 분해하고, 분해된 글루코스와 갈락토스는 소장의 융털을 통해 흡수된다. 락토스는 대부분의 포유류 젖에 존재하는데, 성숙해감에 따라 젖에 대한 지속적인 소비가 감소하기 때문에 점차적으로 락테이스의 생성이 감소하게 된다.
유럽, 서아시아, 남아시아, 서아프리카와 동아프리카의 사헬 벨트, 중앙아프리카의 일부 지역의 사람들은 어른이 되어서도 락테이스 생성을 유지한다. 이들 지역에서는 소, 염소, 양과 같은 포유류의 젖을 음식물의 원천으로 사용한다. 따라서, 이들 지역에서는 평생 락테이스를 생성하는 유전자가 진화하였다. 성인이 되어도 락테이스를 생성하는 유전자는 다양한 지역, 민족에서 독립적으로 진화하였다. 서유럽 지역 사람들의 70% 이상이 성인이 되어서도 우유를 잘 섭취할 수 있지만, 동아시아, 동남아시아, 오세아니아 지역의 사람들은 우유를 잘 섭취할 수 있는 비율이 30% 미만이다. 젖당 불내성인 사람들은 락토스가 분해되지 않고 가스를 생성할 수 있는 장내 세균들에게 락토스를 먹이로 제공하게 되어 설사, 팽만감, 속이 부글거림, 기타 위장관의 이상 증상을 겪을 수 있다.

## 젖분비
락토스의 합성은 본질적으로 일방향성이며, 골지체를 거치지 않는다. 락토스의 축적은 삼투압을 형성하게 하는 주요 원인이며, 이렇게 형성된 삼투압으로 끌어당긴 수분이 우유의 수분 함량의 대부분을 차지한다.

## 이용
락토스의 달달한 풍미와 취급하기 쉬운 특성으로 인해 락토스는 아로마 제품 및 의약품의 운반체, 안정제로 사용된다. 락토스는 음식에 일반적으로 사용되는 다른 당류에 비해 용해도가 낮기 때문에 많은 음식에 직접적으로 첨가되지는 않는다. 유아용 분유는 예외적이며, 락토스의 첨가는 모유의 조성과 일치시키는데에 필요하다.
락토스는 양조 과정 중에 효모에 의해 발효되지 않으며, 이러한 특성을 이점으로 사용할 수 있다. 예를 들어 락토스는 스타우트 맥주(흑맥주)를 달게 만드는데 사용될 수 있다. 이렇게 만들어진 맥주는 밀크 스타우트 또는 크림 스타우트라고 불린다.
Kluyveromyces 속(屬)에 속하는 효모는 락토스를 발효시켜 에탄올을 생성할 수 있기 때문에 산업적으로 독특한 쓰임새를 갖는다. 유제품 생산 과정의 부산물인 유청으로부터 얻은 여분의 락토스는 대체 에너지의 잠재적인 공급원이다.
또한 락토스는 제약 산업에서도 중요하게 사용된다. 락토스의 물리적, 기능적 특성, 즉, 압축성과 비용적인 측면에서 효과적인 활용이 가능하기 때문에 정제 및 캡슐 제제의 성분으로 첨가된다. 이러한 측면에서 락토스는 약을 불법적으로 희석시키는데 사용될 수도 있다.

## 같이 보기
- 젖당 불내증
- 꽃꿀
- 락토스 오페론